# Debu Vs Debu 〜デブ対デブ〜
『Debu Vs Debu 〜デブ対デブ〜』（デブ ヴァーサス デブ）は、日本のロックバンド・マキシマム ザ ホルモンの初の映像作品。2005年9月15日にバップより発売された。価格は3,840円（“サバ塩”価格）。

## 概要
2005年に行われた「ロッキンポ殺しツアー」ファイナルの模様とミュージックビデオ、オフショットを収録している。
パッケージ裏には楽曲の英題が表記されているが、「実は勝手に日本でつけられた邦題で、本当は英語の正式タイトルが存在していた」というジョーク。

## 収録内容

### ロッキンポ殺しツアー ファイナル in SHIBUYA-AX
1. 包丁・ハサミ・カッター・ナイフ・ドス・キリ - HONJO ASAMI
2. ロック番狂わせ - ROCK ANEXPECTED
3. 川北猿員 - KAWAKITA FROM HELL
4. falling jimmy - STEWARDESS STORIES ～ARE YOU CHIEMI～
5. ロッキンポ殺し - KILL'EM ROCK-ED
6. アバラ・ボブ - THE BOB ABARA
7. 上原～FUTOSHI～ - BORN TO BE BONE
8. ハイヤニ・スペイン - WE'RE THE ORE
9. セフィーロ・レディオ・カムバック～青春最下位～ - CRUSH & BURN
10. アナル・ウイスキー・ポンセ - ASSHOLE WHISKY PONCE
11. ロックンロール・チェーンソー - CHAINSAW OF ROCK
12. ROLLING1000tOON - TSUNAMI
13. 恋のスウィート糞メリケン - SWEEET MERIKEN BLUES
14. 握れっっ!! - Stand up! Manmachine

### ビデオクリップ
1. ROLLING1000tOON
2. 恋のスウィート糞メリケン
3. ミノレバ☆ロック - grill on the rock
4. ロック番狂わせ
5. 包丁・ハサミ・カッター・ナイフ・ドス・キリ
6. ロッキンポ殺し

### 特典映像
- 『ロッキンポ殺し』レコーディングオフショット
- 「ロッキンポ殺しツアー」オフショット
- 「ROLLING1000tOON」MV撮影オフショット
- 『ロック番狂わせ/ミノレバ☆ロック』収録のおまけ映像4種類
- 『亮君の挑戦状』 - マキシマムザ亮君から出題される13問をクリアすれば、お蔵入りビデオクリップ「アバラ・ボブ」が視聴できる。